# Taivalsaaret (ö i Birkaland)
Taivalsaaret är en ö i Finland. Den ligger i sjön Kyrösjärvi och i kommunen Ikalis i den ekonomiska regionen  Nordvästra Birkalands ekonomiska region  och landskapet Birkaland, i den sydvästra delen av landet, 200 km nordväst om huvudstaden Helsingfors. Öns area är 38 hektar och dess största längd är 1,1 kilometer i sydöst-nordvästlig riktning.  Notera att namnet antyder att det är fråga om flera öar.